# Пол Орндорф
Пол Парлет Орндорф младши  е американски пенсиониран кечист.
Най-добре е познат с появите си в World Wrestling Federation (WWF) и World Championship Wrestling (WCW) като „Г-н Великолепен“ Пол Орндорф. Става звезда от кеч взрива на WWF. Враждата на Орндорф с Хълк Хоуган през 1985 – 1986 г. е връхната точка от неговата кариера. Напуска WWF заради WCW в началото на 1988 г. След пенсионирането си работи като професионален кеч треньор. През 2011 г. Орндорф е диагностициран с рак, но преминава лечение и е обявен за излекуван в края на 2011 година.
Орндорф започва с кеча през 1976, след като играе една година в World Football League и първоначално е работил за редица компании в южните щати на САЩ, като Mid-Southern Wrestling, Southeast Championship Wrestling, Mid-South Wrestling и Georgia Championship Wrestling. През 1983 прави дебюта си в WWF, изобразявайки нарцистичен лош човек и е част от главния мач на първата по рода си КечМания. После е в отбор с топ името на WWF Хълк Хоуган, което води до високо оценена вражда. Пол претърпява контузия на ръката по това време и се оттегля за няколко години, преди да се върне през 1990 г. В WCW печели няколко титли, като Световната телевизионна титла на WCW, както и Световните отборни титли на WCW с Пол Рома (в отбора Красиво великолепни). Неговите повтарящи се проблеми с ръката заради контузията през 1988 карат Орндорф да се пенсионира през 2000. Той е въведен в Залата на славата на WWF (сега WWE) през 2005 и Залата на славата на National Wrestling Alliance през 2009.

## В кеча
- Финални ходове
  - Spike piledriver[1][3]
- Ключови ходове
  - Armbar[3]
  - Diving knee drop
  - Elbow drop
  - Forearm strike[3]
  - Германски сулекс
  - High knee
  - Приспивателното
- Мениджъри
  - Роди Пайпър
  - Боби Хийнан
  - Оливър Хъмпърдинк[5]
  - Маскирания убиец
  - Арил Ван Хорн
- Входни песни
  - „I'm a Fighter“ на Van Zant (WWF; 1985)
  - „Real American“ на Rick Derringer (WWF; 1986; откраднатата музика от Хълк Хоуган)[3]
  - „U Can't Touch This“ на M.C. Hammer (UWF; 1990 – 1991)
  - „Mr. Wonderful“ (WCW; 1995, WWE; август 11, 2014)

## Шампионски титли и отличия

### Колежански футбол
- University of Tampa
  - Залата на славата на футбола (Клас 1986)

### Професионален кеч
- American Wrestling Federation
  - Шампион в тежка категория на AWF (1 път)[6]
- Cauliflower Alley Club

- Награда за мъжко постижеие (2016)

- Georgia Championship Wrestling
  - Национален шампион в тежка категория на NWA (4 пъти)
- National Wrestling Alliance
  - Залата на славата на NWA (Клас 2009)[8]
- National Wrestling League
  - Отборен шампион на NWL (1 път) – с Брайън Блеър
- NWA Mid-America
  - Средно-американски световен отборен шампион с шестима (1 път) – с Горджъс Джордж младши и Томи Гилбърт
  - Южняшки шампион в тежка категория на NWA (1 път)
  - Южняшки шампион в тежка категория на NWA (Версия Мемфис) (1 път)
- NWA Tri-State/Mid-South Wrestling Association
  - Средно-южняшки шампион в тежка категория на Северна Америка (1 път)
  - Шампион в тежка категория на Северна Америка на NWA (Версия Tri-State) (2 пъти)
- Peach State Wrestling
  - Шампион в тежка категория на Кордил на PSW (1 път)[6]
- Залата и музея на славата на професионалния кеч
  - (Клас 2009)
- Pro Wrestling Illustrated
  - Вражда на годината на PWI (1986) срещу Хълк Хоуган
  - Мач на годината на PWI (1985) с Роди Пайпър срещу Хълк Хоуган и Мистър Ти на КечМания
  - Най-мразен кечист на годината на PWI (1986)
  - PWI го класира като # 38 от топ 500 индивидуални кечисти на PWI 500 през 1993.
  - PWI го класира като # 49 от топ 500 индивидуални кечисти на „PWI Years“ през 2003[9]
- Pro Wrestling This Week
  - Кечист на седмицата (23 – 29 август 1987)[10]
- Southeastern Championship Wrestling
  - Югоизточен отборен на NWA (2 пъти) – с Дик Слейтър (1) и Норвел Остин (1)
- Universal Wrestling Federation
  - Шампион на Южните щати на UWF (1 път)
- Mid-Atlantic Championship Wrestling/World Championship Wrestling
  - Световен телевизионен шампион на WCW (1 път)
  - Средно-атлантически отборен шампион на NWA/Световен отборен шампион на WCW (3 пъти) – с Джими Снука (1) и Пол Рома (2)
- World Wrestling Entertainment
  - Залата на славата на WWE (Клас 2005)
- Награди от Wrestling Observer Newsletter
  - Вражда на годината (1986) срещу Хълк Хоуган